# Güvemözü, Gümüşhacıköy
Güvemözü là một xã thuộc huyện Gümüşhacıköy, tỉnh Amasya, Thổ Nhĩ Kỳ. Dân số thời điểm năm 2010 là 31 người.